# Pólya-díj (SIAM)
A Pólya-díj (SIAM) (Pólya Prize (SIAM)) matematikusok kitüntetése. A díj az amerikai alapítású, nemzetközi Ipari és Alkalmazott Matematikai Társaság (Society for Industrial and Applied Mathematics) által megítélt kitüntetés.
A London Mathematical Society hasonló nevű kitüntetése a Pólya Prize (LMS).
A díjat a magyar Pólya György matematikusról nevezték el.
A díjat két kategóriában osztják ki:
- 1. Kombinatorika.
- 2. Számelmélet, komplex analízis, stb.

A díj hosszú, eredményes matematikusi tevékenység elismerése.

## Díjazottak
- 1971 Ronald L. Graham, Klaus Leeb, Bruce L. Rothschild, Alfred W. Hales és Robert I. Jewett
- 1975 Richard P. Stanley, Szemerédi Endre és Richard M. Wilson
- 1979 Lovász László
- 1983 Anders Björner és Paul Seymour
- 1987 Andrew C. Yao
- 1992 Gil Kalai és Szaharón Selah
- 1994 Gregory Chudnovsky és Harry Kesten
- 1996 Jeffry Ned Kahn és David Reimer
- 1998 Percy Deift, Xin Zhou és Peter Sarnak
- 2000 Nógá Álón
- 2002 Craig A. Tracy és Harold Widom
- 2004 Neil Robertson és Paul Seymour
- 2006 Gregory F. Lawler, Oded Schramm és Wendelin Werner
- 2008 Van H. Vu
- 2010 Emmanuel Candès és Terence Tao
- 2012 Vojtěch Rödl és Mathias Schacht
- 2014 Adam W. Marcus, Daniel A. Spielman és Nikhil Srivastava
- 2016 Balogh József, Robert Morris és Wojciech Samotij; David Saxton és Andrew Thomason

## Külső hivatkozások
- SIAM: George Pólya Prize